# 圧受容器反射

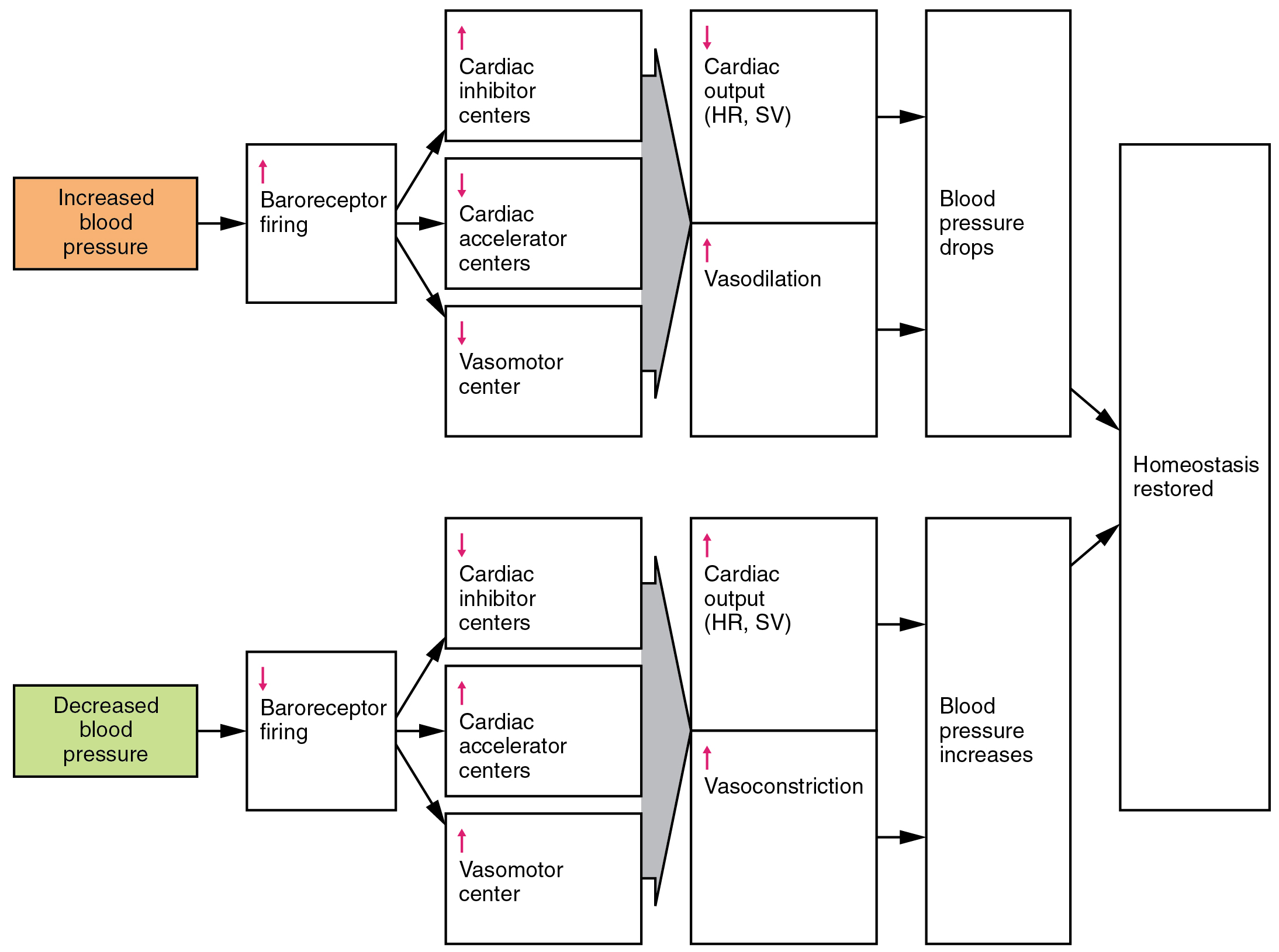
圧受容器反射を示すフローチャート。

圧受容器反射（あつじゅようきはんしゃ、英: baroreceptor reflex）とは、血圧の値を一定の範囲に保持するための反射システムで身体の恒常性維持機構のひとつである。血圧反射、動脈圧反射、圧反射（英 baroreflex）と表現されることもある。

## 機能の概要
圧受容器反射は血圧が上昇すると心拍数が低下するという急速なネガティブフィードバック機構を提供する。血圧が低下すると圧受容器反射の活性化が低下し、心拍数が増加して血圧レベルが回復する。圧受容器反射は、動脈壁の張力の変化に反応することで、圧力の変化を感知することである。圧受容器反射は、心周期の持続時間（コンマ1秒）未満で作用し始めることができるため、圧受容器反射による調節は、起立性低血圧（重力のために起立時に血圧が低下する傾向）に対処するための重要な要素である。
このシステムは、主に頚動脈洞と大動脈弓に存在し圧受容器（英 baroreceptor）として知られる特殊なニューロンに依存する。圧受容器は伸張受容体であり、圧受容器が存在する血管の伸張による血圧の変化をモニターして自律神経系の副交感神経と交感神経の両分枝に媒介され延髄に伝わる。血圧が上昇すると、圧受容器が反応し、反射的に、心拍数が下がり、心筋の収縮力が低下し、動脈が拡張するので血圧が下がって正常値に復帰する。圧受容器は正常な血圧でも活動するので、その活動は血圧の上昇と下降の両方を脳に知らせる。
心臓は血圧が高すぎると心房性ナトリウム利尿ペプチドを放出し、腎臓はレニン・アンジオテンシン・アルドステロン系によって低血圧を感知して是正する。

## 機序
圧受容器は心臓の心房と大静脈にも存在するが、最も感度の高い圧受容器は頸動脈洞と大動脈弓に存在する。頸動脈洞の圧受容器軸索は舌咽神経（cranial nerve IX、CN IX）内を走行し、大動脈弓の圧受容器軸索は迷走神経（cranial nerve X、CN X）内を走行する。圧受容体の活動は、これらの神経に沿って直接中枢神経系に伝わり、脳幹の孤束核（Solitary nucleus、SN）内のグルタミン酸作動性ニューロンを興奮させる。圧受容体の情報は、これらのNSSニューロンから脳幹内の副交感神経と交感神経の両方のニューロンに流れる。
SNニューロンは興奮性線維（グルタミン酸作動性）を尾側腹外側髄質（CVLM）に送り、CVLMを活性化する。活性化されたCVLMは次に抑制性線維（GABA作動性）を吻側腹外側髄質（RVLM）に送り、RVLMを抑制する。RVLMは交感神経系の主要な調節器であり、興奮性線維（グルタミン酸作動性）を脊髄の中間外側核にある交感神経前部神経節ニューロンに送っている。したがって、圧受容器が（血圧の上昇によって）活性化されると、NTSはCVLMを活性化し、その結果RVLMが抑制され、自律神経系の交感神経分枝の活動が低下し、血圧が相対的に低下する。同様に、低血圧は圧受容体の活性化を低下させ、RVLMの「脱抑制」（抑制の低下、つまり活性化）を介して交感神経緊張の亢進を引き起こす。交感神経系の心血管系の標的には、血管と心臓の両方が含まれる。
安静時の血圧レベルでも、動脈圧受容体の放電はSNニューロンを活性化する。これらのSNニューロンの一部は、この安静時血圧によって同調的に活性化され、その結果、迷走神経疑核および迷走神経背側核への興奮性線維を活性化し、副交感神経系を調節する。これらの副交感神経ニューロンは心臓に軸索を送り、副交感神経活動は心臓のペースメーカーを遅らせ、心拍数を低下させる。この副交感神経活動は、血圧が上昇した状態ではさらに亢進する。副交感神経系は主に心臓に向けられている。

## 圧受容器の活性化
圧受容器は伸張に敏感な機械受容器である。血圧が低いと、圧受容器は不活発になる。血圧が上昇すると、頸動脈洞と大動脈洞がさらに拡張し、伸張が増大するため、圧受容器がより高度に活性化する。正常な安静時血圧では、多くの圧受容器が血圧情報を積極的に報告し、血圧反射が自律神経活動を積極的に調節している。活動的な圧受容器は活動電位をより頻繁に発火させる。伸張が大きいほど、圧受容器は活動電位を急速に発火させる。多くの圧受容器は、通常の安静圧では不活性であり、伸張または圧力の閾値を超えたときにのみ活性化する。
圧受容体の力学的感受性は、舌咽神経下神経節と迷走神経下神経節のニューロン上のPIEZO1とPIEZO2の発現に関連していると考えられている。
圧受容体の活動電位は孤束核に中継され、孤束核は周波数を血圧の指標とする。孤束核の活性化が高まると、血管運動中枢が抑制され、迷走神経核が刺激される。圧受容器活性化の最終結果は、交感神経系の抑制と副交感神経系の活性化である。
自律神経系の交感神経と副交感神経は、血圧に対して相反する作用を持つ。交感神経の活性化は、心臓の収縮力、心拍数、動脈血管収縮の増大を介して、血管抵抗と心筋収縮力の増加にともなう心拍出量の上昇をもたらし、血圧を上昇させる傾向がある。逆に、副交感神経が活性化すると、心拍数の減少を介して心拍出量が減少し、血圧が低下する傾向がある。
交感神経の抑制と副交感神経の活性化を連動させることで、血圧反射は血圧を最大限に下げる。交感神経の抑制は末梢抵抗の低下をもたらし、副交感神経の活性化は心拍数の低下（反射性徐脈）と収縮力をもたらす。この複合効果により、血圧は劇的に低下する。同様に、副交感神経抑制を伴う交感神経活性化は、血圧反射による血圧上昇を可能にする。

## セットポイントとトニック・アクティベーション
圧受容体の発火は交感神経の流出を抑制する効果がある。交感神経ニューロンは異なる速度で発火し、これによって心血管系の標的に対するノルエピネフリンの放出が決定される。ノルアドレナリンは血管を収縮させて血圧を上昇させる。圧受容器が引き伸ばされると（血圧の上昇により）発火率が上昇し、交感神経の流出が減少し、その結果ノルアドレナリンが減少し、血圧が上昇する。血圧が低いと、圧受容体の発火は減少し、その結果交感神経の流出が増大し、心臓と血管に対するノルアドレナリンの放出が増加して血圧が上昇する。

## 心拍変動への影響
圧反射は、0.1Hzの心拍変動の低周波成分、いわゆるMayer波の一部を担っている可能性がある。

## 高血圧症
ある種の高血圧患者では、この反射の感受性が低下し、高血圧の病因となるので、循環器病学、心臓病学などにおいても重要な概念である。本態性高血圧症の患者の一部では、この圧受容器反射の感受性の低下が高血圧の原因の一つになっていることが知られている。
血圧反射の感受性は、血圧の変動に対する心拍数の変化などで診断される。すなわち、薬剤注射などによりを血圧を上昇させた際に、心拍数の減少を記録し、血圧の上昇量に対する心拍の反応で診断を行う。しかしながらこの方法では、心臓の圧受容器反射は診断できるが、血管系、動脈系の圧受容器反射は診断できない。そこで、血管の圧受容器反射を定量的に診断するために、最近では脈波伝播速度の情報から動脈の圧受容器反射を診断する方法も東北大学などから提案されている。
心臓の圧受容器反射と、動脈の圧受容器反射を、独立して精密に定量診断できれば、高血圧患者の病態に応じた最適な医療が可能になる点で興味深い。すなわち、心臓が圧受容器反射が不十分で血圧が上昇している場合の薬剤や食事指導の選択など、精密できめ細かい予防医療が可能になり、薬剤選択においても重要な知見をもたらすこととなる。
最近、薬剤治療により圧受容器反射が改善した例も報告されているので、圧受容器反射の定量診断は、高血圧における薬剤選択に決定的に重要な診断基準になりうる可能性を秘めており、研究が進められている。
また、心不全においてはこの圧受容器反射の感受性が変化していると言う報告もあり、心不全の病態の診断や予後判定のためにも重要なパラメータになる。

## 圧受容器反射活性化療法

圧受容器反射の活性化は迷走神経刺激とは異なる。迷走神経流出を刺激し、交感神経の全体的な流出を減衰させるという二重の効果を持つ求心性肢を介して働く。

### 高血圧
血圧反射は、抵抗性高血圧の治療に用いることができる。この刺激は、ペースメーカーのような装置によって行われる。この装置は血圧を低下させるようであるが、2018年現在、証拠は非常に限られている。

### 心不全
血圧反射活性化療法が交感神経の活動を抑制できることは、慢性心不全の治療における可能性を示唆している。このような状態ではしばしば交感神経が強く活性化され、交感神経が活性化した患者では致死的不整脈や死亡のリスクが著しく高まるからである。
ある試験では、血圧反射活性化療法が機能状態、QOL、運動能力、N末端脳性ナトリウム利尿ペプチドを改善することがすでに示されている。